# Bjarne Reuter
Bjarne Bertram Reuter (* 29. April 1950 in Brønshøj, Kopenhagen, Dänemark) ist ein dänischer Schriftsteller. Er wurde mit nahezu allen dänischen Literaturpreisen und zahlreichen internationalen Auszeichnungen geehrt. Ein Teil der Bücher ist verfilmt worden.
In Deutschland wurde er zunächst durch seine Kinderbücher bekannt, mit denen er in der Tradition der skandinavischen Kinderbuchautoren steht.
Im Jahr 1983 veröffentlichte Bjarne Reuter den Jugendroman „Når snerlen blomstrer“ (deutsch Wenn das Gewirr blüht), der zu einem Klassiker geworden ist und der in der dänischen Folkeskole (deutsch: Sekundarschule) in der 8. oder 9. Klasse gelesen wird. Das Buch beschreibt als Fiktion die Erziehung Anfang der 1960er Jahre in Brønshøj, einem Stadtteil von Kopenhagen, wo Bjarne Reuter selbst aufgewachsen ist. Es ist jedoch eher als Ausdruck der gesellschaftlichen Strömungen zu sehen, die mit der Jugendrevolution ausbrachen und in der Zeit bis zum zeitlichen Schwerpunkt des Buches ihren Anfang nahmen. Die persönlichen Merkmale sind Bilder der Strömungen, die in der Gesellschaft um die Macht kämpften, und des Kampfes zwischen dem Revolutionären und dem Traditionellen. Dieser Kampf wird in Form der internen Machtkämpfe und Auseinandersetzungen in einer Grundschule der 9. Klasse dargestellt.
Erst mit seinen Romanen Das Zimthaus und Die Himmelsstürmer finden auch seine Romane für Erwachsene eine große Leserschaft.
Die Popularität von Bjarne Reuters hat dazu geführt, dass er im Zeitraum 1999–2020 jedes Jahr der Autor war, der die meisten Bibliotheksgelder (dänisch bibliotekspenge) erhalten hat. Diese Bibliotheksgebühr, auch Bibliotheksgeld genannt, erhält ein Autor in Dänemark jährlich für seine Bücher, die an dänischen Bibliotheken an Leser ausgeliehen wurden.
Anlässlich des 70. Geburtstags von Bjarne Reuter am 29. April 2020 ist die Biografie „Einer wie Bjarne Reuter“ (dänisch En som Bjarne Reuter) bei People’s Press erschienen, in der er erstmals aus seinem Leben erzählt. Die Biografie wurde von Helle Retbøll Carl und Anders Houmøller Thomsen verfasst.
Bjarne Reuter ist verheiratet mit Anette Allen Jensen. Er spielt privat Kontrabass.

## Bibliografie

### Dänische Originalausgaben
- Kidnapning (Kinderbuch, 1975)
- Rent guld i posen (Kinderbuch, 1975)
- En dag i Hector Hansens liv (Jugendroman, 1976)
- Den største nar i verden (Kinderbuch, 1977)
- Det skøre land (Kinderbuch, 1977)
- Eventyret om den tapre Hu (Kinderbuch, 1977)
- Skønheden og uhyret (Kinderbuch, 1977)
- Tre engle og fem løver (Kinderbuch, 1977)
- Zappa (Jugendroman, 1977)
- De seks tjenere (Kinderbuch, 1978)
- Den utilfredse prins (Kinderbuch, 1978)
- Drengen der ikke kunne blive bange (Kinderbuch, 1978)
- Slusernes kejser (Jugendroman, 1978)
- Busters verden (Kinderbuch, 1979)
- Børnenes Julekalender (Kinderbuch, 1979)
- Den fredag Osvald blev usynlig (Kinderbuch, 1979)
- Rejsen til morgenrødens hav (Kinderbuch, 1979)
- Støvet på en sommerfugls vinge (Jugendroman, 1979)
- Før det lysner (Novellen, 1980)
- Kolumbine & Harlekin (Kinderbuch, 1980)
- Kys stjernerne (Kinderbuch, 1980)
- Den fjerde astronaut (Novelle, 1980)
- Suzanne & Leonard (Jugendroman, 1980)
- Knud, Otto og Carmen Rosita (Jugendroman, 1981)
- Skibene i skovene (Jugendroman, 1981)
- Abdulahs juveler (Kinderbuch, 1981)
- Det forkerte barn (Novellen, 1982)
- Hvor regnbuen ender (Kinderbuch, 1982)
- Østen for solen og vesten for månen (Kinderbuch, 1982)
- Casanova (Jugendroman, 1983)
- Når snerlen blomstrer (Jugendroman, 1983)
- Malte-Pøs i Den Store Vide Verden (Kinderbuch, 1984)
- Tre skuespil (Drama, 1984)
- Tropicana (Jugendroman, 1984)
- Bundhu (Jugendroman, 1985)
- Da solen skulle sælges (Kinderbuch, 1985)
- Shamran – den som kommer (Jugendroman, 1985)
- De andre historier (Novellen, 1986)
- En tro kopi (1986)
- Natten i Safarihulen (Kinderbuch, 1986)
- Den dobbelte mand (Jugendroman, 1987)
- Drømmenes bro (Kinderbuch, 1987)
- Os to, Oskar... for evigt (Kinderbuch, 1987)
- Vendetta (Jugendroman, 1987)
- Den cubanske kabale (1988)
- Månen over Bella Bio (Jugendroman, 1988)
- Den skæggede dame (Kinderbuch, 1989)
- Peter Pan (Kinderbuch, 1989)
- Vi der valgte mælkevejen (Jugendroman, 1989)
- 3 til Bermudos (Jugendroman, 1990)
- Mig og Albinoni (Jugendroman, 1990)
- Drengene fra Sankt Petri (Jugendroman, 1991)
- Lola (Jugendroman, 1991)
- 7.A (Jugendroman, 1992)
- En rem af huden (1992)
- Kaptajn Bimse & Goggeletten (Kinderbuch, 1992)
- Den korsikanske bisp (Jugendroman, 1993)
- Johnny & The Hurricanes (Jugendroman, 1993)
- Anna Havanna (Kinderbuch, 1994)
- Langebro med løbende figurer (1995)
- Anna Havanna, Kaptajn Bimse og alle de andre (Kinderbuch, 1996)
- Ved profetens skæg (1996)
- Fakiren fra Bilbao (1997)
- En som Hodder (Kinderbuch, 1998)
- Mikado (1998)
- Mordet på Leon Culman (1998)
- Under kometens hale (Jugendroman, 1999)
- Willys fars bil (Kinderbuch, 1999)
- Prins Faisals ring (2000)
- Barolo Kvartetten (2002)
- Kaptajn Bimse i Saltimbocca (Kinderbuch, 2002)
- Kaptajn Bimses jul (Kinderbuch, 2003)
- Det forkerte barn (Bilderbuch, 2004)
- Løgnhalsen fra Umbrien (2004)
- Halvvejen til Rafael (Novellen, 2006)
- Kaptajn Bimse i Ottomanien (Kinderbuch, 2006)
- Skyggernes hus (Jugendroman, 2007)
- Fem (Jugendroman, 2008)
- Den iranske gartner (2008)
- Bertram, Band 1 (2009)
- Bertram, Band 2 (2009)
- Den egyptiske tenor (2010)

### Deutsche Übersetzungen
(in Klammern jeweils das Jahr der deutschen Erstausgabe)
- Kidnapping (1978)
- So einen wie mich kann man nicht von den Bäumen pflücken, sagt Buster (1987)
- Das Ende des Regenbogens (1988)
- Küss die Sterne (1988)
- Kommt er bald? (1988)
- Wir beide, Oskar … für immer (1991)
- ololol (1992)
- Lola (1995)
- Mit Käptn Klaps durch die Nacht (1996)
- Käptn Klaps und König Knall (1997)
- Hodder, der Nachtschwärmer (1999) (Deutscher Jugendliteraturpreis)
- Das Zimthaus (1999)
- Mit Käptn Klaps durch die Nacht (1999)
- Ein Fakir für alle Fälle (2000)
- Die Himmelsstürmer (2000)
- Kinderspiele (2000)
- Am Ende des Tages (2000)
- Der Museumswächter (2001)
- Prinz Faisals Ring (2002)
- Die zwölfte Stufe (2002)
- Freiheit ist einen Kampf wert (2002)
- Anna Havanna (2002)
- Hotel Marazul (2002)
- Operation Mikado (2003)
- Das dunkle Zimmer (2003)
- Der Lügner von Umbrien (2005)
- Operation Mikado (2009)

## Filmografie
Drehbuch
- 1984: Buster, der Zauberer (Busters Verden)
- 1984: Twist & Shout
- 1984: Zappa
- 1987: Pelle, der Eroberer
- 1991: Die Jungen von St. Petri (Drengene fra Skt Petri)
- 1993: Die Jagd nach dem magischen Wasserrad (Den korsikanske biskopen)

Literarische Vorlage
- 2004: Der Fakir
- 2002: Hodder rettet die Welt

## Auszeichnungen
- 1977: Kulturministeriets forfatterpris for børne- og ungdomsbøger für den Jugendroman En dag i Hectors liv
- 1979: SFC-prisen (Science Fiction Cirklen) für Slusernes kejser
- 1980: BMF's Børnebogspris für Kys Stjernerne
- 1983: Herman Bangs Mindelegat
- 1983: Kommunernes Skolebiblioteksforenings Forfatterpris für Zappa
- 1987: Københavns Amts Kulturpris
- 1988 Rødekro Kommunes Kulturpris[2]
- 1988: De Gyldne Laurbær
- 1988: Deutscher Kinderhörspielpreis – Lobende Erwähnung für „So einen wie mich kann man nicht von den Bäumen pflücken, sagt Buster“
- 1990: Bog & Idé-prisen (Dänische Jugendbuchautoren)
- 1990: Danmarks Skolebibliotekarers Børnebogspris
- 1990: Mildred L. Batchelder Award (USA) für „Buster's World“
- 1991: Egholtprisen
- 1993: Nordisk Skolebibliotekarforenings Børnebogspris
- 1993: Peter Sabroe-Prisen
- 1995: Mildred L. Batchelder Award (USA) für „The Boys from St.Petri“
- 1997: Søren-Gyldendal-Preis
- 1998: Statens Kunstfond
- 2000: Deutscher Jugendliteraturpreis Sparte Kinderbuch für „Hodder der Nachtschwärmer“
- 2000: BMF's Børnebogspris für Prins Faisals ring
- 2001: Kommunernes Skolebiblioteksforenings Forfatterpris für Prins Faisals ring
- 2001: Bronzener Lufti der 2. Preisrunde für „So einen wie mich kann man nicht von den Bäumen pflücken, sagt Buster“
- 2001: Silas-Prisen
- 2003: LesePeter Oktober  für „Operation Mikado“
- 2003: Buch des Monats des Instituts für Jugendliteratur für „Prinz Faisals Ring“
- 2004: Statens Kunstfond, Produktionsprämie für Løgnhalsen fra Umbrien
- 2005: Læsernes bogpris und Danske-Bank-Literaturpreis für Løgnhalsen fra Umbrien (dt. Der Lügner von Umbrien. Heyne, München 2005)